# Хоу Бин
Хоу Бин ( кин: 侯斌    ), рођен у Ђамусију, провинцији Хеилонгјианг, 1975. је кинески атлетичар који се такмичи у дисциплини скок у вис . Године 2008. именован је за параолимпијског амбасадора.
Изгубио је леву ногу у несрећи са девет година. Касније је постао параолимпијац и представљао је Кину на Летњим параолимпијским играма 1996. у Атланти . Освојио је злато у скоку у вис, скоком од 1,92 метра. Успешно је одбранио титулу тако што је поново освојио злато на Параолимпијским играма 2000. и 2004. године .
Хоу је изабран да запали параолимпијски пламен током церемоније отварања Летњих параолимпијских игара 2008. у Пекингу . Подигао је себе и своја инвалидска колица на конопцу снагом руку до врха националног стадиона у Пекингу, где је запалио котао да означи почетак Игара.
Од пензионисања, Хоу је постао мотивациони говорник, а 2013. је покренуо „Устани поново“, пројекат прикупљања средстава за повређену децу којој је била потребна протетика након земљотреса у Јану и Сичуану  .